# Gyrinocheilus
Gyrinocheilus é o único gênero na família Gyrinocheilidae, uma família de pequenos peixes cypriniformes Sudeste Asiático que vivem em fast-verter água doce mountain streams.Eles se fixam em objetos utilizando uma boca sugadora, e alimentam exclusivamente nas algas. Existem três espécies. Os membros deste único gênero-família, juntamente com alguns outros peixes cypriniformes, são chamados Comedores de Algas

## Sugadores
A boca desses peixes desenvolveram-se como sugadoras.Isso permite que o peixe para agarrar para objectos em rápido movimento a água de seu habitat. Isto permite-lhes ficar próximo ao fundo onde sua principal alimento, algas são mais facilmente disponíveis.
Os membros desta família também tem desenvolvido os seus opérculos  de modo que cada um consiste de duas aberturas.Há uma abertura na fenda onde entra água, e um outro onde a água sai Isso permite que o peixe para respirar, sem ter que levar água a entrar pela boca, que seria usando a agarrar a superfícies.

## No aquário
Os Comedores de algas chineses, Gyrinocheilus aymonieri, são por vezes mantidos em aquários para controlar algas.O comprimento pode variar até 28 cm de comprimento, mas aquário residentes tendem a ser inferiores a 10 cm. Eles tem a reputação de se tornar cada vez mais ciúmes do seu território, uma vez que amadurece, e também pode ser agressivo para os peixes, especialmente lenta, fixa-corpo peixes. Na casa aquário, a alga eater faz uma má tanque mate. É muito agressivo e territorial.Eles freqüentemente atacam outros peixes e rip off escalas, causando infecção. Eles raramente nadam à superfície como eles gostam de estar no fundo do tanque. É muito resistente e pode sobreviver em semi-água suja, além de uma ampla gama de temperaturas, 60 - 90F, permitindo-lhe, por vezes ser mantidos em aquários unheated fechados.
Embora em estado selvagem se alimentem exclusivamente de algas, no aquário existe alguma controvérsia sobre a eficácia dos Comedores de Algas.Apesar de serem jovens, que podem ser eficazes.Mas à medida que crescem, elas podem desenvolver mais de um sabor de alimentos processados e consumir esses vez.
As outras duas espécies de Gyrinocheilus são o Comedor de algas pintado e o Comedor de algas de bornéu , raramente são vistos no aquário comércio.

## Peixes similares
Como "Comedores de Algas" é um nome comum a vários peixes, girinocheilídeos podem ser facilmente confundidos com outras espécies. O mais notável é o Comedor de Algas Siamês, Crossocheilus siamensis e o Comedor de Algas Imperial,Crossocheilus latius, que pertencem à família Cyprinidae.